# الحالم (فلم 2005)
الحالم (بالإنجليزية: Dreamer) هو فيلم دراما تم إنتاجه في الولايات المتحدة وصدر في سنة 2005. من بطولة كيرت راسل وداكوتا فانينغ وكريس كريستوفيرسن وإليزابيث شو.

## القصة
تدور القصة حول مدرب الخيول يعمل في إحدى مزارع التربية الخاصة لاحد العائلات الثرية.

## الميزانية والإيرادات
بلغت تكلفة إنتاج الفيلم حوالي 32 مليون دولار بينما حقق إيرادات تقدر بـ 38741732 دولار.

## وصلات خارجية
- مقالات تستعمل روابط فنية بلا صلة مع ويكي بيانات